# Sokolovna (Český Brod)
Sokolovna v centru Českého Brodu patří mezi nejstarší sokolovny v Česku. Sokolovna se stala po slavnostním otevření v roce 1884 společenským a kulturním střediskem města. Od 10. listopadu 2015 památkově chráněna. Původnímu účelu slouží dodnes.

## Historie
Sokolská jednota v Českém Brodě byla založena 2. dubna 1870 a protože nárůst členstva byl značný a přibývaly potíže s hledáním prostor na společná setkání, bylo rozhodnuto o výstavbě sokolovny. Na valné hromadě 6. dubna 1884 byl schválen záměr na stavbu sokolovny. Vybíralo se z pěti návrhů a vyhrál projekt místního rodáka, architekta Jana Kouly. Budova sokolovny byla postavena v roce 1884 firmou Červený a Richtr pod stavebním dozorem A. Kavanem. Základní kámen byl položen 15. června 1884. Na umělecké výzdobě se kromě samotného Jana Kouly podílel jeho žák Josef Poselt. První slavnostní představení se zde uskutečnilo již 14. prosince 1884. Slavnostní otevření proběhlo ale až 15. srpna 1885. Vystoupili zde např. hudební skladatel Antonín Dvořák, virtuos Jan Kubelík, herci Jindřich Mošna či Otýlie Sklenářová-Malá, přednášel zde i T. G. Masaryk. V roce 1886 bylo prodlouženo severovýchodní křídlo s divadelní šatnou a skladištěm. V roce 1896 byl prodloužen hlavní trakt budovy směrem k náměstí o šatnu pro návštěvníky. V roce 1905 byl přistaven boční sál pro svičence. V době 1. republiky zde fungovalo i kino provozované místním Sokolem. Ve 2. polovině 20. století došlo k částečnému znehodnocení stavby necitlivými úpravami. V roce 1973 bylo severovýchodní křídlo s divadelní šatnou s skladištěm zbouráno a v roce 1974 vystavěno nové v socialistickém stylu. V letech 2012-2014 byla vyměněna všechna okna a v letech 2016-2017 obnovena původní barevnost fasád.

## Oceňované vybavení sokolovny
- Dřevěné vyřezávané stropy v šatně a bočním sálu
- Kazetový strop v hlavním sále vymalovaný v roce 1885 Janem Koulou a Antonínem Balšánkem
- Sgrafitový pás od Josefa Poselta v hlavním sále
- 10 bust v hlavním sále:
  - Jan Amos Komenský
  - Jan Hus
  - František Palacký
  - Jiří z Poděbrad
  - Josef Kajetán Tyl
  - Josef Jungmann
  - František Ladislav Rieger
  - Bedřich Smetana
  - Karel Havlíček Borovský
  - Miroslav Tyrš
- Původní cvičební nářadí

### Opona jeviště s názvem Pocta sokolům
Namalována v roce 1911 lékárníkem a členem sokola Rudolfem Rottem. Plátno má rozměr 470 x 655 cm. Na konci 60. let 20. století byla odstraněna z ideologických důvodů do depozitáře Podlipanského muzea. Po obnovení sokola v roce 1990 se vrátila zpět do sokolovny. V roce 2015 byla restaurována Danou Barvovou.
Původně zde byla ještě starší z roku 1884 od Jana Kouly, ale nedochovala se.